# Boinville-en-Woëvre
Boinville-en-Woëvre ist eine französische Gemeinde mit 77 Einwohnern (Stand: 1. Januar 2022) im Département Meuse in der Region Grand Est (bis 2015: Lothringen). Die Gemeinde gehört zum Arrondissement Verdun, zum Kanton Étain und zum Gemeindeverband Pays d’Étain.

## Geografie
Die Gemeinde Boinville-en-Woëvre liegt an der oberen Orne im Norden der Landschaft Woëvre, etwa 40 Kilometer westnordwestlich von Metz. Umgeben wird Boinville-en-Woëvre von den Nachbargemeinden Rouvres-en-Woëvre im Norden, Lanhères im Nordosten, Buzy-Darmont im Osten, Gussainville im Süden sowie Warcq im Westen.

## Bevölkerungsentwicklung
| Jahr                       | 1962 | 1968 | 1975 | 1982 | 1990 | 1999 | 2006 | 2013 | 2019 |
| Einwohner                  | 124  | 113  | 88   | 87   | 68   | 66   | 70   | 67   | 78   |
| Quellen: Cassini und INSEE |      |      |      |      |      |      |      |      |      |

## Sehenswürdigkeiten

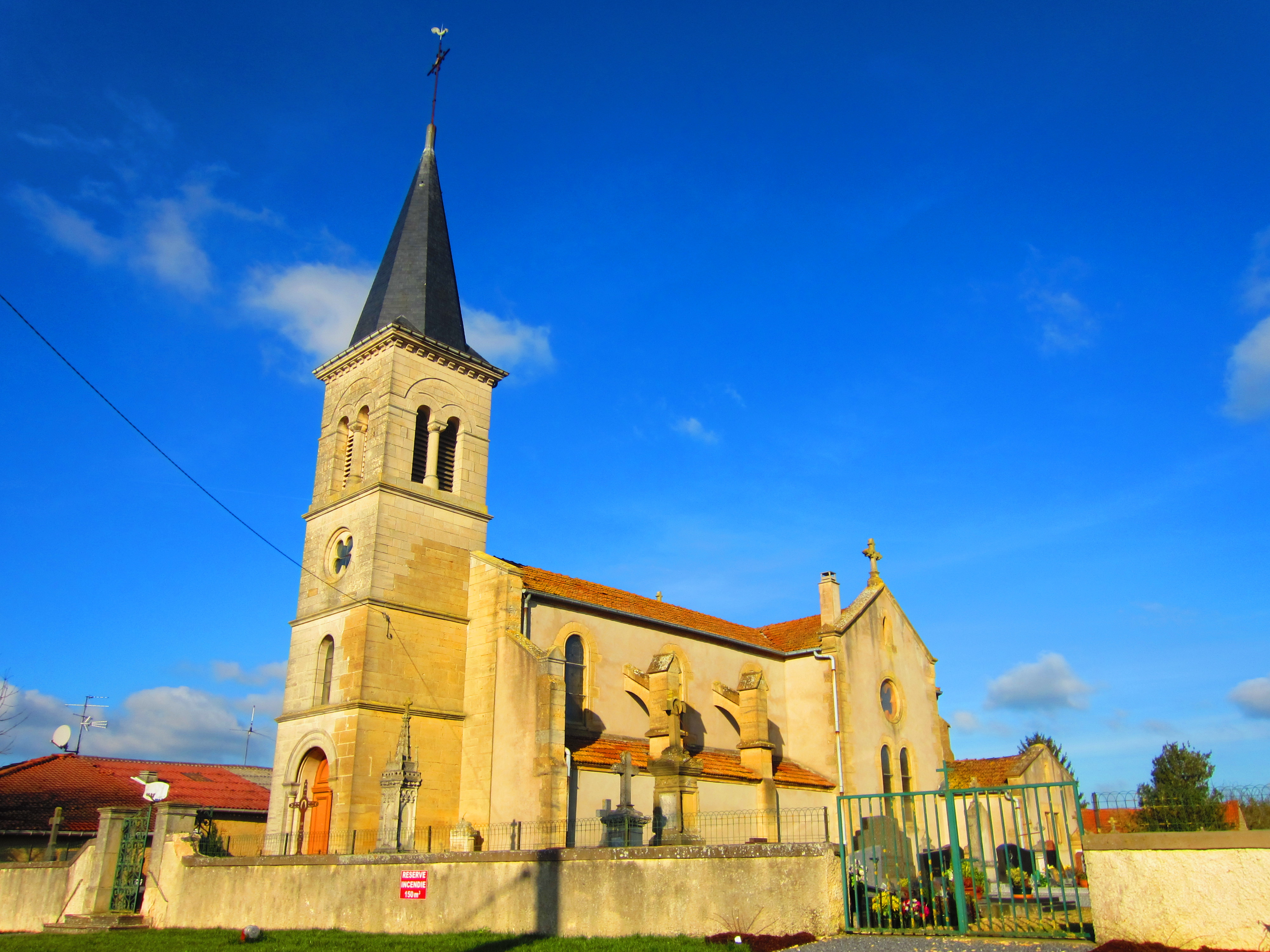
Kirche Saint-Martin

- Kirche Saint-Martin, erbaut 1863